# Тебенёвка
Тебенёвка (каз. Тебіндеу — зимнее пастбище) — зимняя пастьба, самостоятельная добыча лошадьми корма из-под снега.
До нынешнего времени в Казахстане и Монголии лошади пасутся в степи самостоятельно, лишь периодически присматриваемые табунщиками. Табуны лошадей возглавляются жеребцами, которые и ведут за собой табуны по их привычной территории.

## Процесс
Лошади раскапывают снег глубиной до 40 сантиметров копытами и поедают траву, оставшуюся под снегом. Учитывая скудность зимней растительности, это очень энергозатратный метод и лошади заметно худеют в зимний период, поэтому летом лошади усиленно питаются, нагуливая жир.
В Казахстане и Монголии в зимний период на снегу пасутся также и овцы. Однако в отличие от лошадей их пасут чабаны. Казахские лошади и овцы (например эдильбаевская порода овец), монгольские лошади и овцы очень устойчивы к морозам и способны пастись зимой даже в сильные морозы.
В случае глубокого снега лошади разыскивают места, где он сдувается ветром, и слой снега потому меньше. Однако бывают периоды, когда на снегу образуется корка льда (наст). В таких случаях лошади ранят ноги, питаются плохо и бывает высокий падеж. Овцы тем более не могут пастись при наличии наста. Учитывая, что кочевники никогда не заготавливали сена, то это приводило к большому падежу скота, так называемому джуту.

## Этимология
«тебенёвка» из тюркского, тат.тибенү "ходить на подножном корму; тебеневание; копание; пинание". 
Тебеневание синоним слова казакование.